# The Sting: Live at the Key Club L.A.
The Sting es un álbum en vivo de la banda de Heavy metal W.A.S.P.. Originalmente fue lanzado en formato CD/DVD, aunque también está disponible una versión en CD solamente.

## Descripción
La grabación se llevó a cabo en una de las presentaciones en vivo de la banda en la gira del disco Helldorado en el Key Club de Los Ángeles, California, Estados Unidos. Es la primera grabación en video que muestra el famoso set de micrófono utilizado por Blackie Lawless llamado 'Elvis' por los fanáticos.
Al parecer Blackie no quedó satisfecho con la producción en este álbum, alegando que la calidad del sonido es inferior a la esperada.

## Lista de canciones
Todas las canciones fueron escritas por Blackie Lawless, excepto donde se especifica.
1. «Helldorado»
2. «Inside the Electric Circus»
3. «Chainsaw Charlie (Murders in the New Morgue)»
4. «Wild Child» (Chris Holmes, Lawless)
5. «L.O.V.E. Machine»
6. «Animal (Fuck Like a Beast)»
7. «Sleeping (in the Fire)»
8. «Damnation Angels»
9. «Dirty Balls»
10. «The Real Me» (Pete Townshend)
11. «I Wanna Be Somebody»
12. «Blind in Texas»

## Extras del DVD
- Sonido Surround 5.1
- Discografía
- Galería de Imágenes
- Vínculos Web